# Театър (Хераклея)
Театърът (на македонска литературна норма: Театар) е археологически обект, римски театър, в античния македонски град Хераклея Линкестис, Северна Македония.

## История
Римският театър е използван за сценични представления и за представления с животни. Строителството вероятно е започнало по време на управлението на император Адриан (76 – 138) и е приключило по време на управлението на неговия наследник Антонин Пий (138 – 161). Времето на император Адриан се характеризира с модернизирането на старите театрални сгради с цел адаптирането им за бойни представления.
След забраната на кървавите гладиаторски битки в началото на V век, театърът бавно губи своята функция и бавно е погребан от ерозията. Седалките от театъра са били използвани за други сгради в Хераклея, както и на мястото на вече изоставения, затрупан и повреден театър в началото на VI век са изградени жилища.

## Описание
Кавеата е подковообразна, с капацитет около 2500 зрители. В централната част има ложа с почетни места, а също така, според запазения гръцки надпис, първият ред седалки е бил запазен за представители на четири общини (Асклепия, Дионисия, Артемизия, Хераклея). Високият зид, който огражда оркестрата и металната ограда върху него, служели за защита на зрителите от разярените животни. В оградната стена са открити три клетки за животни.